# Роб Скудері
Роб Скудері (англ. Robert Scuderi; 30 грудня 1978, м. Сайоссет, США) — американський хокеїст, захисник. Виступає за «Лос-Анджелес Кінгс» у Національній хокейній лізі. 
Виступав за Бостонський коледж (NCAA), «Вілкс-Барре/Скрентон Пінгвінс» (АХЛ), «Піттсбург Пінгвінс», «Лос-Анджелес Кінгс», «Чикаго Блекгокс», «Рокфорд» (АХЛ), «Онтаріо» (АХЛ).
В чемпіонатах НХЛ — 783 матчі (8+102), у турнірах Кубка Стенлі — 122 матчі (1+13).
Досягнення
- Володар Кубка Стенлі (2009, 2012).